# (703) Noëmi
(703) Noëmi – planetoida z pasa głównego asteroid okrążająca Słońce w ciągu 3 lat i 76 dni w średniej odległości 2,17 au. Została odkryta 3 października 1910 roku w Obserwatorium Uniwersyteckim w Wiedniu przez Johanna Palisę. Nazwa planetoidy pochodzi prawdopodobnie od Valentine Noëmi von Rothschild i została nadana z okazji jej ślubu z baronem Sigismundem von Springerem. Przed nadaniem nazwy planetoida nosiła oznaczenie tymczasowe (703) 1910 KT.